# Beziehungen zwischen dem Vereinigten Königreich und den Vereinigten Staaten
Das Vereinigte Königreich Großbritannien und Nordirland und die Vereinigten Staaten von Amerika pflegen besonders enge diplomatische Beziehungen zueinander, was auch im gebräuchlichen Terminus special relationship zum Ausdruck kommt. Sie sind geprägt von der gemeinsamen Kultur und den daraus erwachsenen gemeinsamen politischen Interessen.
Die „besondere Freundschaft“ der beiden Nationen entstand im Ergebnis der Geschichte des 20. Jahrhunderts, vor allem der beiden Weltkriege und des Kalten Krieges. Aus ihr ging eine einzigartig vertrauensvolle Zusammenarbeit hervor.

## Begründung der Beziehung und Prägung des Begriffs

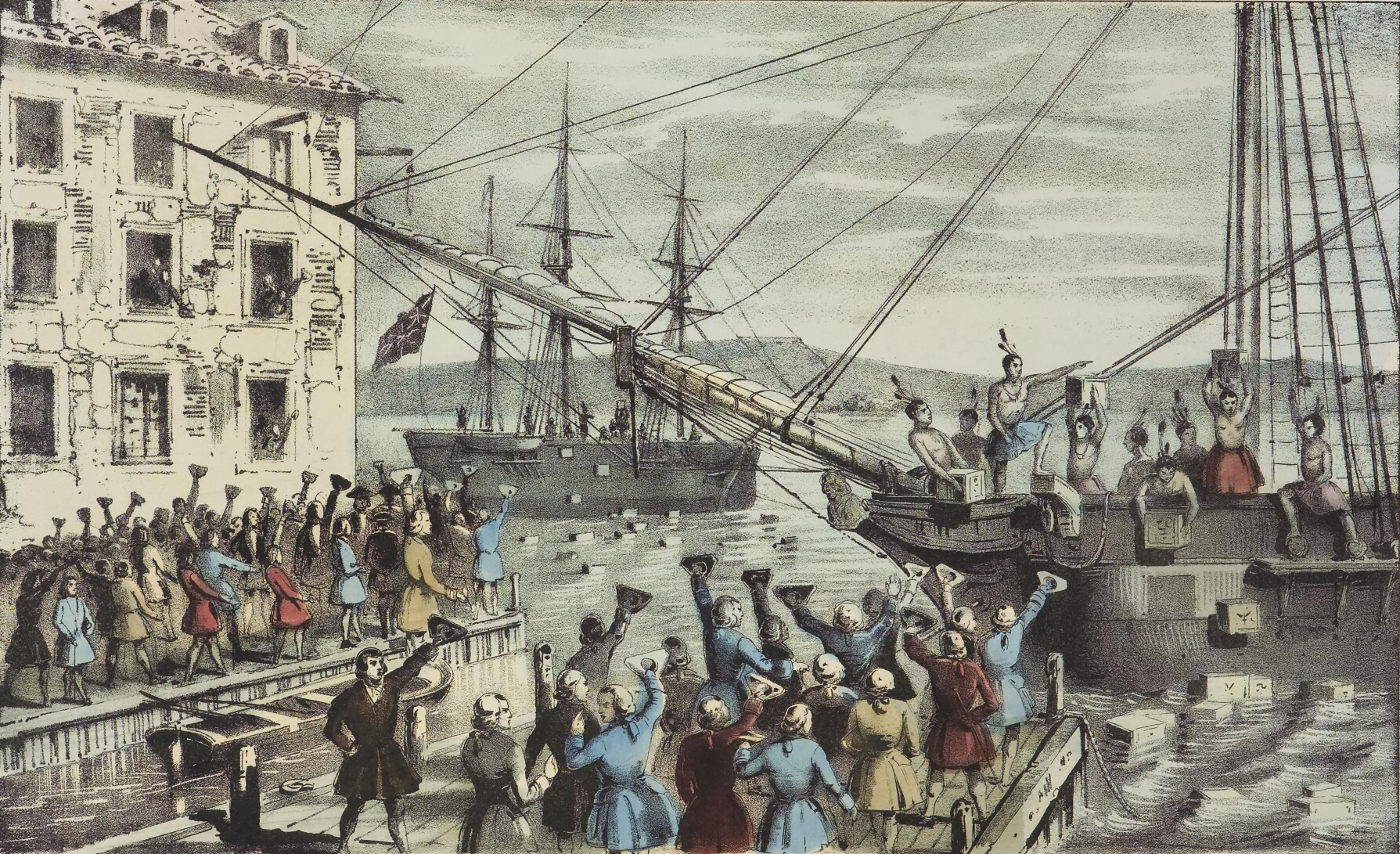
Boston Tea Party von 1773

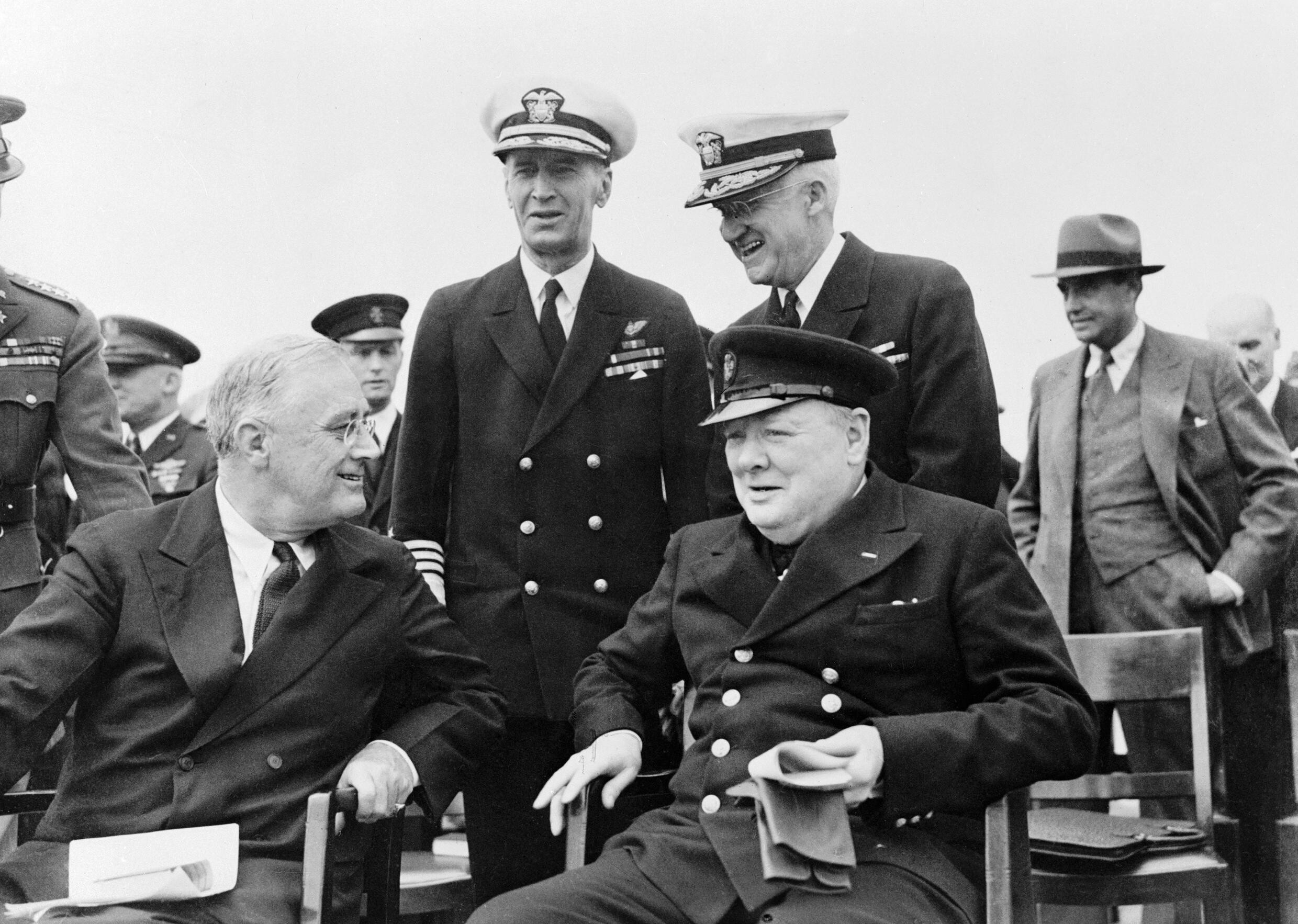
Franklin Delano Roosevelt und Winston Churchill im August 1941 während der Atlantik-Konferenz

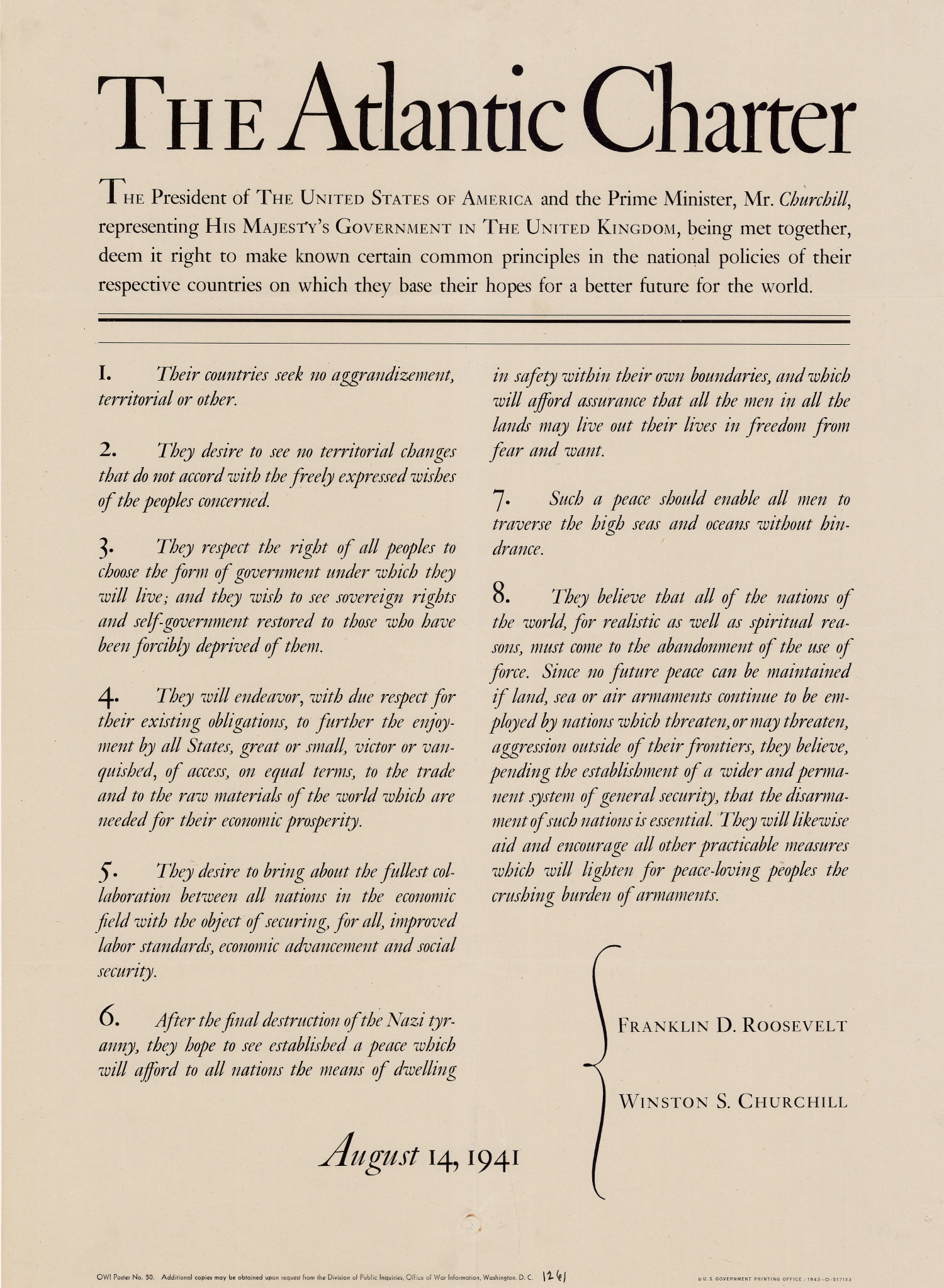
Die Atlantik-Charta vom 14. August 1941

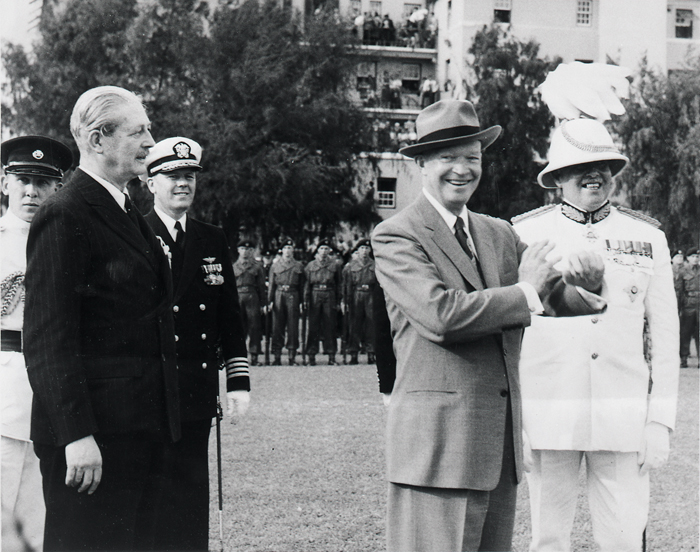
Konferenz zwischen Eisenhower und Macmillan auf Bermuda (1957)

Das Königreich England und später das Königreich Großbritannien war Mutterland der Dreizehn Kolonien. Diese begannen sich mit der Amerikanischen Revolution zu emanzipieren, erklärten 1776 ihre Unabhängigkeit und erfochten im Amerikanischen Unabhängigkeitskrieg ihre Eigenständigkeit als Vereinigte Staaten. Danach waren die Beziehungen lange Zeit von Spannungen geprägt, die sich während der Koalitionskriege in Europa verstärkten, woran insbesondere ungeklärte Grenzfragen zwischen den Staaten und Britisch-Nordamerika, Fischereirechte vor Neufundland und Nova Scotia sowie die Praxis der Royal Navy, amerikanische Seemänner zu zwangsrekrutieren, schuld waren. Dies mündete 1812 in den Britisch-Amerikanischen Krieg, der im Wesentlichen im Status quo ante bellum endete. Im späteren 19. Jahrhundert führte die Frage nach einem künftigen Atlantik-Pazifik-Kanal in Zentralamerika zu Spannungen, die zum Clayton-Bulwer-Vertrag führten. Während des Sezessionskriegs liebäugelte London eine Zeit lang mit einer Unterstützung der Südstaaten, vor allem nach der Trent-Affäre, blieb jedoch neutral.
Die Beziehungen blieben in den 1860er-Jahren unterkühlt, da die Amerikaner die Rolle der Briten und Kanadier im Bürgerkrieg trotz scheinbarer Neutralität als Einmischung in die inneren Angelegenheiten ansahen. Beide Seiten bemühten sich, dafür zu sorgen, dass die Spannungen nicht zu einem Krieg eskalierten. Die Behörden schauten weg, als die irisch-katholische „Fenian Brotherhood“ das britische Kanada angriffen, um Druck für ein unabhängiges Irland zu erzeugen. Irisch-amerikanische Politiker, die in der Demokratischen Partei eine wachsende Macht darstellten, forderten mehr Autonomie für Irland und machten antibritische Rhetorik zu einem Teil ihrer Strategie, um die zahlreichen irischen Migranten im Wahlkampf anzusprechen.
Die Schlichtung der Alabama Claims 1872 führte zu einer Versöhnung: Die Briten zahlten den Vereinigten Staaten 15,5 Millionen Dollar für den wirtschaftlichen Schaden, der durch die von ihnen verkauften Kriegsschiffen der Konföderierten Marine entstanden war. Da Kanada niemals verteidigt werden konnte, beschlossen die Briten, ihre Verluste zu begrenzen und das Risiko eines Konflikts mit den Vereinigten Staaten zu eliminieren. Unter William Gladstone zogen sich die Briten aus allen militärischen und politischen Verantwortlichkeiten in Nordamerika zurück. Sie holten die Truppen nach Hause (und behielten Halifax als Marinestützpunkt im Atlantik) und übergaben die Verantwortung an die Einheimischen. Daher machte es Sinn, 1867 die getrennten kanadischen Kolonien in einer selbstverwalteten Konföderation mit dem Namen „Dominion of Canada“ zu vereinen.
Die letzten Konflikte zwischen den beiden Staaten waren die gegen Ende des 19. Jahrhunderts um die Festlegung der Grenzen von Alaska und die zwischen Venezuela und der britischen Kolonie Guyana. Nachdem die Briten die Amerikaner in der westlichen Hemisphäre nicht mehr herausforderten kam es zu einem als Great Rapprochement bekannt gewordener Konvergenz der Interessen beider Mächte in den 1890er-Jahren, die in intensivierten politischen Beziehungen mündeten. So waren beide Mächte besorgt über die Politik des Deutschen Reiches unter Wilhelm II. und es wurden die gemeinsamen Interessen der „angelsächsischen Rasse“ betont.
Nach dem Beginn des Ersten Weltkriegs blieben die Vereinigten Staaten zuerst neutral, bevor sie sich nach dem Bekanntwerden der Zimmermann-Depesche 1917 schließlich auf Seite der Triple Entente intervenierten und entscheidend dazu beitrugen die Deutschen zu besiegen. Danach kooperierten Briten und Amerikaner bei dem Aufbau der politischen Ordnung der Zwischenkriegszeit nach dem Abkommen von Versailles. Die Amerikaner entschieden sich allerdings schließlich für den Isolationismus und tratem dem Völkerbund nicht bei.
Die special relationship geht in zweifacher Weise auf Winston Churchill, den Premierminister des Vereinigten Königreichs während der Zeit des Zweiten Weltkrieges zurück. Churchill bemühte sich intensiv darum, die Vereinigten Staaten als Verbündeten gegen Nazi-Deutschland zu gewinnen. Im August 1941 traf er mit Präsident Roosevelt vor Neufundland zu einer wegweisenden Konferenz zusammen. Beide formulierten die Atlantik-Charta und vereinbarten gesteigerte Waffenlieferungen an das Vereinigte Königreich. Nach dem Angriff auf Pearl Harbor traten die Amerikaner in den Krieg ein. Bedeutende britisch-amerikanische Militäroperationen waren u. a. die Invasion Siziliens und die Landung in der Normandie. Auch im Pazifikkrieg kämpften britische und amerikanische Truppen gemeinsam.
1945 wurde der Begriff special relationship erstmals vom New York Times Herald festgehalten, als Churchill die guten Beziehungen zwischen den drei transatlantischen Partnern beschrieb, dem Vereinigten Königreich einerseits und den Vereinigten Staaten sowie Kanada anderseits:

“We should not abandon our special relationship with the United States and Canada about the atomic bomb and we should aid the United States to guard this weapon as a sacred trust for the maintenance of peace.”

„Wir sollten unsere besonderen Beziehungen mit den Vereinigten Staaten und Kanada nicht über die Frage der Atombombe aufgeben, und sollten die Vereinigten Staaten darin unterstützen, diese Waffe als geheiligte Investition in die Erhaltung des Friedens zu bewahren.“

Auch ein Jahr später verwendete Churchill, in derselben Rede, in der er den Begriff des „eisernen Vorhangs“ international bekannt machte, den Begriff nicht im Sinne bilateraler Beziehungen. Im Gegenteil erweiterte er den Begriff auf den Commonwealth of Nations, der politischen Vereinigung des Vereinigten Königreichs mit seinen ehemaligen Kolonien. Bewusst brachte Churchill das kulturelle Element der englischen Sprache ein, was der heutigen Konnotation des Terminus Vorschub leistete:

„Weder die sichere Vermeidung von Krieg noch das beständige Wachsen eines weltweiten Verbunds wird ohne das erreicht, was ich die ‚brüderliche Vereinigung der englischsprachigen Völker‘ genannt habe… eine besondere Beziehung zwischen dem britischen Commonwealth und Empire und den Vereinigten Staaten. Brüderliche Bindung bedarf nicht nur wachsender Freundschaft und gegenseitigen Verständnisses zwischen unseren beiden ausgedehnten, aber verwandten Gesellschaftssystemen, sondern des Fortdauerns der engen Beziehung zwischen unseren Militärberatern, welche zu gemeinsamer Analyse potenzieller Gefahren, Ähnlichkeit der Waffen und Dienstvorschriften führt, sowie zum Austausch von Offizieren und Kadetten an Fachschulen. Sie sollte aktuelle Einrichtungen zu beiderseitiger Sicherheit durch gemeinsame Nutzung aller weltweiten Marine- und Luftwaffenstützpunkte des einen oder anderen Landes beinhalten. Es gibt jedoch eine wichtige Frage, die wir uns stellen müssen. Wäre eine besondere Beziehung zwischen den Vereinigten Staaten und dem britischen Commonwealth unvereinbar mit unserer überwiegenden Loyalität zur Weltorganisation? Ich antworte, dass es im Gegenteil wahrscheinlich das einzige Mittel ist, wodurch dieser Verbund seine volle Grösse und Stärke erreichen wird.“

## Fortsetzung der Kooperation unter Churchills Nachfolgern

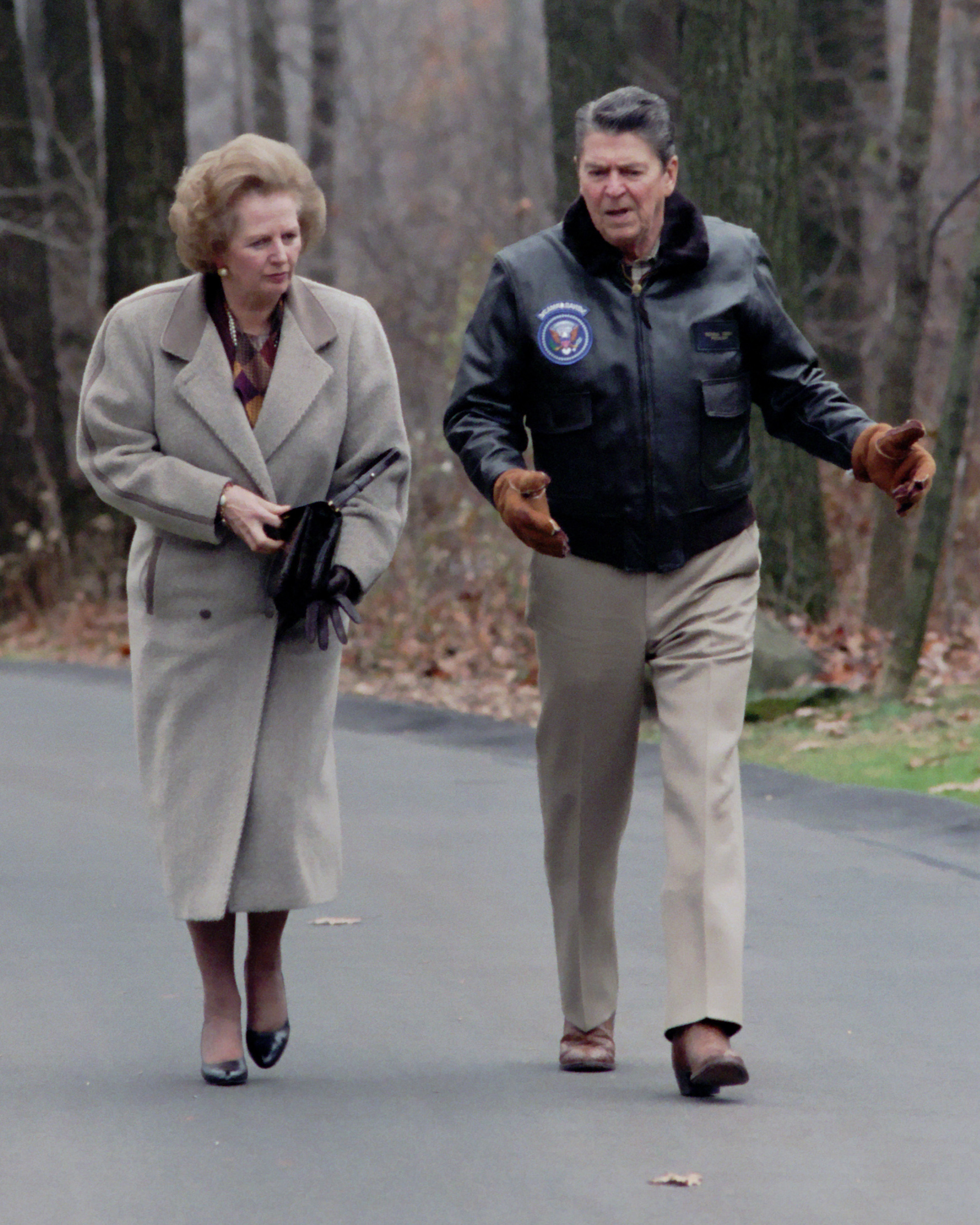
Thatcher und Reagan im amerikanischen Camp David (1986)

Tony Blair und George W. Bush im Weißen Haus (2004)

Während der Sueskrise von 1956 kam es zu einem kurzzeitigen Bruch der Beziehungen zwischen dem Vereinigten Königreich und den Vereinigten Staaten; der Versuch von Premierminister Anthony Eden, gemeinsam mit Frankreich und Israel den Sueskanal zu besetzen und den ägyptischen Machthaber zu stürzen, scheiterte am Widerstand der beiden Weltmächte. Die Vereinigten Staaten und die Sowjetunion begannen bald, massiven politischen Druck auf das Vereinigte Königreich und Frankreich aufzubauen. Präsident Dwight D. Eisenhower erließ zudem ökonomische Sanktionen. Eden musste sich unter dem Druck schließlich beugen und den Rückzug antreten.
Seinem Nachfolger Harold Macmillan gelang es jedoch auf einem bilateralen Treffen in Bermuda schnell, die aufgrund der Suezkrise kurzzeitig geschädigten Beziehungen wieder herzustellen. Dies gelang ihm auch durch sein freundschaftliches Verhältnis zu Präsident Eisenhower, den er noch aus Kriegszeiten kannte. Außerdem kam Macmillan mit Eisenhower 1959 überein, den schottischen Flottenstützpunkt Holy Loch der US Navy künftig als Standort für Atom-U-Boote zu überlassen. Später gelang es Macmillan, durch die Vereinbarung von Nassau die enge Zusammenarbeit auch auf das Feld der nuklearen Abschreckung auszudehnen. Macmillan erreichte durch die Zusage von Präsident Kennedy die Lieferung von Polaris-Mittelstreckenraketen. Auf den vier Atom-U-Booten der Resolution-Klasse installiert, bildeten diese bis in die 1990er-Jahre hinein das Kernstück der britischen nuklearen Abschreckungspolitik. Auf der anderen Seite war Macmillan über viele Jahre hinweg der Haupttreibende in den Verhandlungen, die schließlich 1963 zum Abschluss des Vertrags über die Einschränkung von Atombombentests führten, der vom Vereinigten Königreich, den Vereinigten Staaten und der Sowjetunion in Moskau unterzeichnet wurde.
In den späten 1960er-Jahren kam es zu einer zeitweiligen Abkühlung der guten Beziehungen. Unter Premierminister Wilsons Ägide litt das gute Verhältnis zusehends; Wilson weigerte sich, der amerikanischen Bitte nach militärischer Unterstützung im Vietnamkrieg nachzukommen. Zudem teilten er und Präsident Lyndon Johnson eine persönliche Abneigung. Auch zwischen den beiden Nachfolgern, Edward Heath und Richard Nixon, herrschte kein gutes Verhältnis.
Die enge Kooperation beider Staaten erlebte in den 1980er-Jahren eine erneute Renaissance. Zwischen Präsident Ronald Reagan und Premierministerin Margaret Thatcher waren die Beziehungen trotz diverser Meinungsverschiedenheiten enger als in den Jahren zuvor. Neben vielen Gemeinsamkeiten in der Wirtschaftspolitik teilten Reagan und Thatcher ein tiefes Misstrauen gegenüber dem Kommunismus. Beide lehnten auch die Entspannungspolitik ihrer Vorgänger ab und wollten keine friedliche Koexistenz, sondern den Kalten Krieg gewinnen. Für Thatcher hatte ein vertrauensvolles Verhältnis zu den Vereinigten Staaten erste Priorität auf ihrer außenpolitischen Agenda. Die Vorteile der engen britischen Kooperation mit den Vereinigten Staaten zeigten sich bei der Erneuerung des britischen Nuklearwaffenarsenals: Mit dem Tridentprogramm stärkte Thatcher die Zusammenarbeit beider Staaten auch im Rüstungssektor. Der Kauf und die Kooperation mit den Vereinigten Staaten verdreifachten das britische Atomarsenal. Auch in anderen außenpolitischen Fragen verfolgten Reagan und Thatcher eine gemeinsame Linie; sowohl bei G7-Gipfeln, bei den gemeinsamen Forderungen nach erhöhten Verteidigungsausgaben innerhalb der NATO, als auch in der Haltung zum libyschen Machthaber Muammar al-Gaddafi. Thatcher stellte den Vereinigten Staaten 1986 auch britische Luftstützpunkte zur Verfügung, als diese Tripolis und Bengasi bombardierten. Außerdem gestattete das Vereinigte Königreich den Vereinigten Staaten die Nutzung der im Indischen Ozean gelegenen Insel Diego Garcia für militärische Zwecke.
Unter George W. Bush und Tony Blair fand die special relationship zwischen den Vereinigten Staaten und dem Vereinigten Königreich eine Fortsetzung. Blair unterstützte die außenpolitische Agenda Bushs. Bereits in der Kosovo-Krise 1999 hatte Blair eine führende Rolle gespielt; nachdem die Labour-Partei die Schwäche von John Majors Tory-Regierung während des Bosnienkrieges Anfang der 1990er-Jahre kritisiert hatte, forderte Blair nun ein klares Handeln der NATO gegenüber dem serbischen Machthaber Slobodan Milošević. Er überzeugte Präsident Clinton, notfalls auch Bodentruppen im Kosovo einzusetzen. Bei einer Rede in Chicago im April 1999 legte Blair seine Vision einer neuen politischen Doktrin vor, in der die internationale Gemeinschaft aus humanitären Gründen überall auf der Welt intervenieren dürfe, um Unterdrückung und Genozid zu verhindern. Nach den Terroranschlägen vom 11. September 2001 stellte sich Blair sofort kompromisslos auf die Seite der USA und arbeitete aktiv mit bei der Bildung einer internationalen Koalition zur Intervention in Afghanistan. Bei dieser militärischen Intervention waren vor allem auch britische Truppen beteiligt. In seiner Rede vor beiden Kammern des Kongresses, in der er seine Reaktion auf die Terroranschläge am 11. September 2001 darlegte, bezeichnete Präsident George W. Bush unter Verwendung eines Hyperlativs das Vereinigte Königreich als den „echtesten Freund“ der Vereinigten Staaten. Zudem war das Vereinigte Königreich von Beginn an die Pläne von Präsident Bush zu einem möglichen Angriff auf den Irak unter Diktator Saddam Hussein involviert, wodurch es in der Folge zur Irak-Krise 2003 kam. Der Krieg war international wie auch in Großbritannien umstritten, wo es zu Massenprotesten kam. Das Vereinigte Königreich nahm mit 46.000 Soldaten – einem Drittel der gesamten Stärke der Armee – am Irakkrieg von 2003 teil.
2009 äußerte Außenministerin Hillary Clinton, beide Staaten hätten für eine lange Zeit globale Herausforderungen gemeinsam gemeistert. Die spezielle Beziehung zwischen beiden überdauere die Zeit.

## Zusammenarbeit auf anderen Ebenen

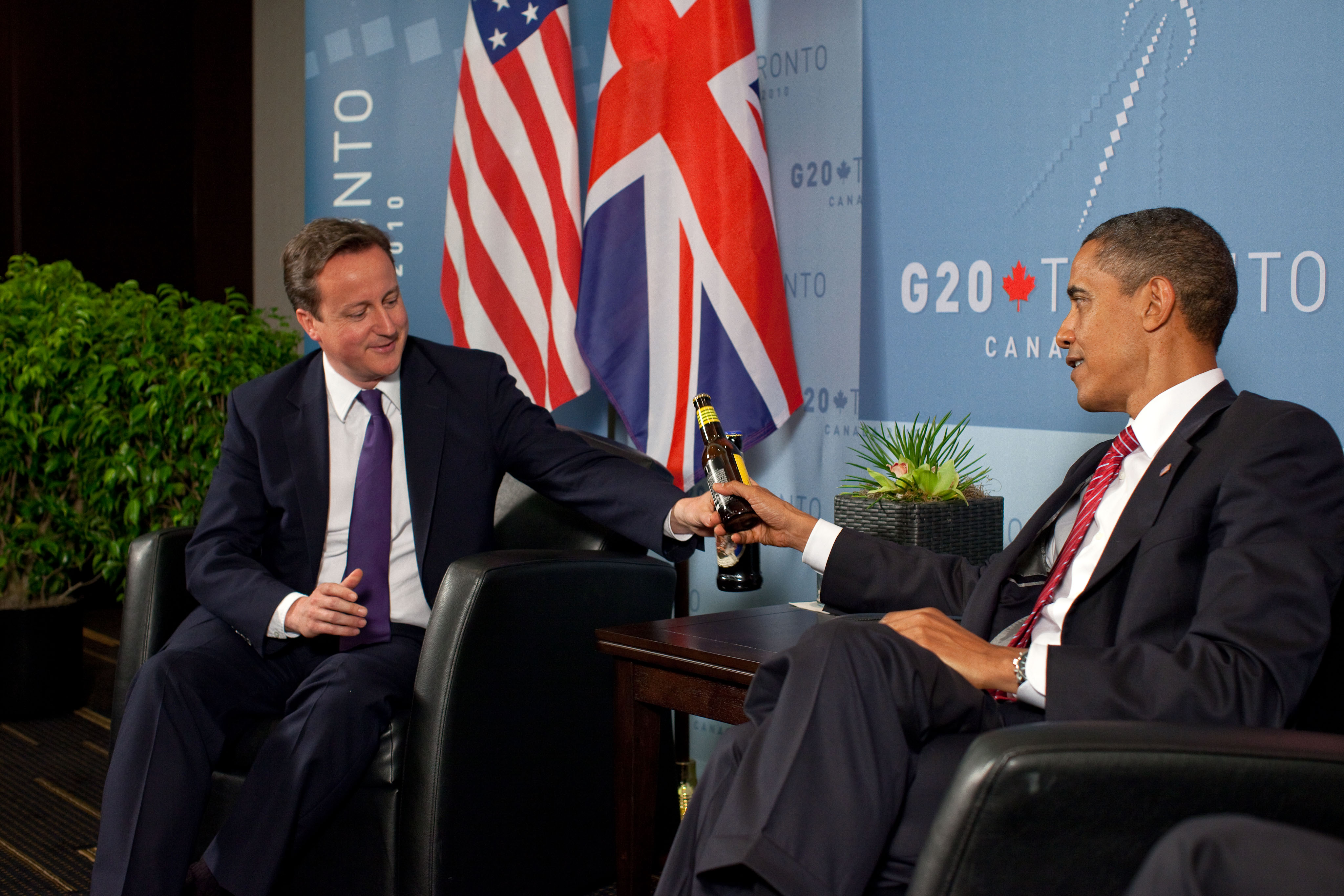
Der britische Premierminister David Cameron und Präsident Barack Obama (2010)

Die special relationship existiert heute als Form der Zusammenarbeit nicht nur auf höchster (persönlicher) Ebene, sondern findet auch Anwendung im Bereich der Geheimdienstarbeit (“Five Eyes”) und im Rüstungsbereich, vor allem auch in der Nukleartechnologie.
Nach dem Brexit bemühte sich das Vereinigte Königreich um den Abschluss eines Freihandelsabkommens mit den Vereinigten Staaten.